# Notobrachypterus bifoveatus
Notobrachypterus bifoveatus is een keversoort uit de familie bastaardglanskevers (Kateretidae). De wetenschappelijke naam van de soort werd in 1892 gepubliceerd door Thomas Blackburn.